# Зефир аттилия
Зефир аттилия, или зефир аттилиа, или зефир полосатый (Antigius attilia), — вид дневных бабочек из семейства голубянок (Lycaenidae).

## Описание

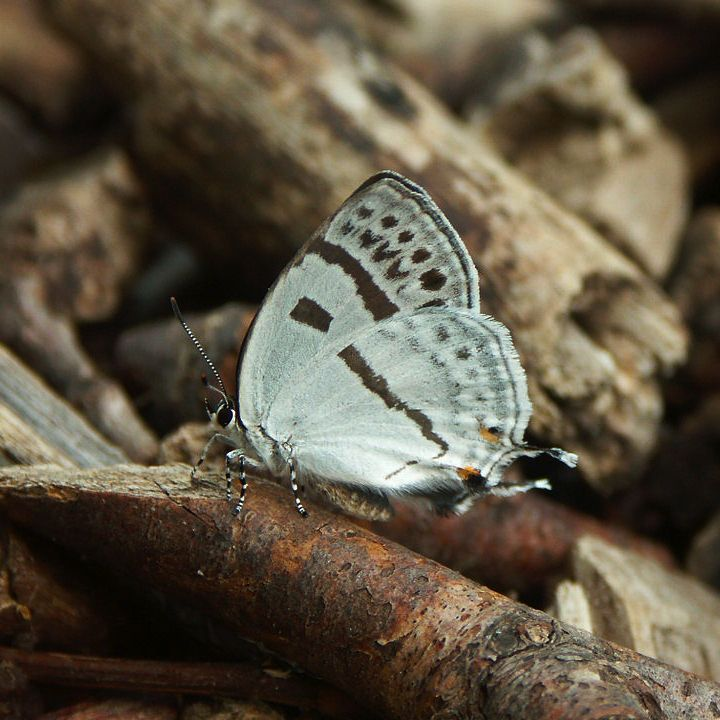
Нижняя сторона крыльев

Длина переднего крыла самцов 13—16 мм, самок 14—18 мм. Размах крыльев 20—32 мм. Глаза с малозаметными волосами. Передние лапки самцов несегментированные. Верхняя сторона крыльев у обоих полов одинаковая — бурая. задние крылья на верхней стороне с цепочкой мелких, слабо различимых беловатых пятнышек вдоль внешнего края. Нижняя сторона крыльев серовато-белый с черными прикраевыми пятнами и бурой поперечной полосой. Пятно у вершины центральной ячейки переднего крыла прямоугольной формы, с чёткими краями. У заднего угла заднего крыла имеются две пары маленьких оранжево-чёрных пятнышек. Хвостик на задних крыльях тонкий, чёрного цвета, 3—4 мм длиной.

## Ареал
Россия (Хабаровский край, Приморье, Еврейская автономная область, Амурская область), Япония, Корейский полуостров, Северная Мьянма, Тайвань, Китай.

## Биология
Встречается довольно редко. За год развивается в одном поколении. Время лёта бабочек длится с середины июля до конца августа. Гусеницы этого вида развиваются на различных видах дубов (Quercus): Quercus serrata, Quercus acutissima, Quercus variabilis, Quercus mongolica, Quercus dentate, Quercus aliena, Quercus acutissima.. Окукливается в опавших листьях на почве.